# Oxydactyla
Oxydactyla és un gènere de granotes de la família Microhylidae que és endèmic de l'illa de Nova Guinea.

## Taxonomia
- Oxydactyla alpestris (Zweifel, 2000).
- Oxydactyla brevicrus (Kampen, 1913).
- Oxydactyla coggeri (Zweifel, 2000).
- Oxydactyla crassa (Zweifel, 1956).
- Oxydactyla stenodactyla (Zweifel, 2000).